# Вакуумное фильтрование
Вакуумное фильтрование — способ фильтрования (фильтрации) жидкостей, при котором для перемещения фильтруемой жидкости сквозь фильтрующий элемент используется разница между атмосферным давлением снаружи приёмника фильтрата и искусственно уменьшенным давлением (вакуумом) внутри него. Такой способ позволяет значительно ускорить процесс фильтрации по сравнению с фильтрацией при равном давлении на фильтрат снаружи и изнутри приёмника, где используется только сила тяжести, действующая на фильтрат (такое фильтрование порой бывает вообще невозможно). Чем больше разность между атмосферным давлением и давлением в приёмнике, тем быстрее идет фильтрование истинных растворов кристаллических веществ. При фильтровании под вакуумом коллоидных растворов следует соблюдать особые условия.

## В лаборатории

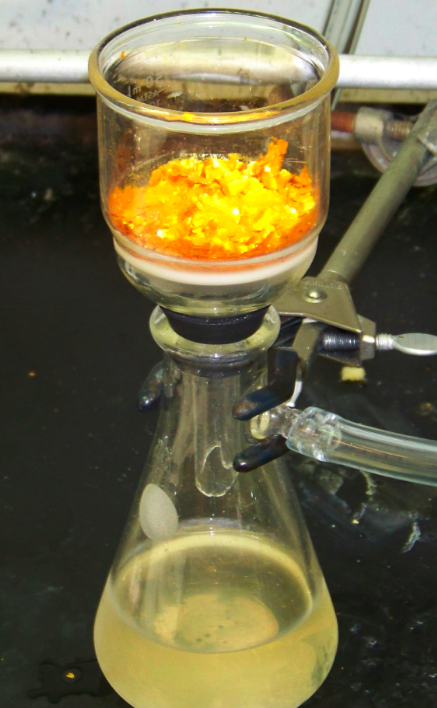
Вакуумное фильтрование через фильтр Шотта

В условиях лаборатории для проведения вакуумного фильтрования обычно собирают устройство, состоящее из фарфоровой воронки Бюхнера (в которую укладывается фильтр-вкладыш), фильтра-воронки Шотта с вплавленным фильтром из пористого стекла или же тигля Гуча, устанавливаемых на колбу Бунзена. К трубке-отводу колбы подключается вакуумный насос, обычно водоструйный. Если это необходимо, между насосом и приёмником устанавливается предохранительная склянка/устройство. Реже, ввиду ряда неудобств такого способа, используются обычные конусообразные воронки со складчатыми фильтрами из фильтровальной бумаги.
Техника фильтрования на таком устройстве следующая. Смочив фильтрующий элемент дистиллированной водой, включить вакуумный насос и проверить, хорошо ли прилажен фильтр (в случае со сменными фильтрами) — если фильтр уложен хорошо, слышится спокойный шумящий звук, если же фильтр уложен неплотно и происходит подсос воздуха — слышится свистящий звук. Края неплотно положенного фильтра прижимают пальцем к сетчатой перегородке до тех пор, пока свистящий звук не сменится спокойным шумом.
После этого, не выключая насоса, в воронку до половины её высоты наливают жидкость, подлежащую фильтрованию. В ёмкости-приёмнике (колбе Бунзена или иной) создается разрежение, и жидкость из воронки под влиянием атмосферного давления протекает в колбу. Новые порции жидкости добавляют в воронку периодически. Отсасывание продолжают до тех пор, пока с конца воронки не перестанет капать фильтрат. Тогда выключают насос (предварительно закрыв кран между ним и колбой), воронку вынимают, а находящееся в ней вещество вытряхивают на лист фильтровальной бумаги вместе с фильтром и подсушивают. Фильтр отделяют от ещё влажного осадка.
При работе вакуумный насос можно периодически выключать, не нарушая скорости фильтрования. Для этого между колбой Бунзена и предохранительной склянкой включают тройник, на боковой отросток которого надевают резиновую трубку с винтовым зажимом; такой же зажим находится на резиновой трубке, соединяющей тройник с колбой Бунзена. В начале работы зажим на боковой трубке тройника полностью закрывают. Когда в колбе будет достигнуто нужное разрежение, закрывают полностью зажим между колбой и тройником; после открывают зажим на боковой трубке тройника и выключают насос. Выключать жидкостный насос, не сняв предварительно вакуум нельзя, так как это приведёт к затягиванию жидкости в предохранительную склянку или приёмник. Если пробка к колбе Бунзена хорошо подобрана, то вакуум может сохраняться достаточно долго. Время от времени, в зависимости от скорости фильтрования, колбу нужно снова соединять с насосом. Указанный прием особенно рекомендуется при работе с медленно фильтрующимися жидкостями, так как при этом не нужно наблюдать за насосами, в лаборатории меньше шума от их работы и, кроме того, достигается экономия воды или электроэнергии.
Для защиты осадка от загрязнений и влияния воздуха воронку Бюхнера следует накрыть тонкой резиновой или полиэтиленовой пластинкой (эластичной), края которой закрепляют.
При фильтровании под вакуумом нужно следить, чтобы фильтрат не слишком заполнял колбу и не поднимался до уровня отростка, соединенного с насосом. Иначе фильтрат будет втягиваться в насос и нарушится правильный ход работы. Поэтому, по мере накопления фильтрата, колбу отъединяют от насоса, удаляют из неё фильтрат и снова присоединяют.